# Beka'ot
Beka'ot (hebrejsky בְּקָעוֹת, doslova „Údolí“ [plurál], v oficiálním přepisu do angličtiny Beqa'ot) je vesnice typu mošav a izraelská osada na Západním břehu Jordánu v distriktu Judea a Samaří a v Oblastní radě Bik'at ha-Jarden.

## Geografie
Nachází se v nadmořské výšce 100 metrů v střední části Jordánského údolí, cca 42 kilometrů severně od centra Jericha, cca 55 kilometrů severovýchodně od historického jádra Jeruzalému a cca 67 kilometrů severovýchodně od centra Tel Avivu.
Na dopravní síť Západního břehu Jordánu je napojena pomocí místní silnice číslo 578, která je součástí takzvané Alonovy silnice, významné severojižní dopravní osy vedoucí podél západního okraje Jordánského údolí. Vesnice stojí cca 10 kilometrů od řeky Jordán, která zároveň tvoří mezinárodní hranici mezi Izraelem kontrolovaným Západním břehem Jordánu a Jordánským královstvím.
Mošav je součástí územně souvislého pásu izraelských zemědělských osad, které se táhnou podél Alonovy silnice. Na západní a jižní straně je ale tento pás prostoupen několika palestinskými sídly. Na západě od vesnice se z příkopové propadliny Jordánského údolí zvedá prudký hřbet hornatiny Samařska.

## Dějiny
Beka'ot leží na Západním břehu Jordánu, jehož osidlování bylo zahájeno Izraelem po jeho dobytí izraelskou armádou, tedy po roce 1967. Jordánské údolí patřilo mezi oblasti, kde došlo k zakládání izraelských osad nejdříve. Takzvaný Alonův plán totiž předpokládal jeho cílené osidlování a anexi.
Vesnice byla založena roku 1972. Už 11. května 1971 rozhodla izraelská vláda, že poblíž arabské lokality Buqi'ah zřídí novou osadu. V regionu mělo dojít k vrtům pro zajištění pitné vody. Osada pak skutečně vznikla v roce 1972.
Obyvatelé se zabývají zemědělstvím. Východně od vlastní vesnice se rozkládají rozlehlé pozemky využívané pro intenzivní pěstování plodin. Detailní územní plán obce umožňuje výhledovou kapacitu až 98 bytů, z nichž zatím postaveno jen 65.
Počátkem 21. století nebyl Beka'ot stejně jako celá plocha Oblastní rady Bik'at ha-Jarden zahrnut do projektu Izraelské bezpečnostní bariéry. Izrael si od konce 60. let 20. století v intencích Alonova plánu hodlal celý pás Jordánského údolí trvale ponechat. Budoucnost vesnice závisí na parametrech případné mírové dohody mezi Izraelem a Palestinci. Během druhé intifády zde nedošlo stejně jako v celé oblasti Jordánského údolí k vážnějším teroristickým útokům.

## Demografie
Obyvatelstvo Beka'ot je v databázi rady Ješa popisováno jako sekulární. Podle údajů z roku 2014 tvořili naprostou většinu obyvatel Židé (včetně statistické kategorie „ostatní“, která zahrnuje nearabské obyvatele židovského původu ale bez formální příslušnosti k židovskému náboženství).
Jde o menší obec vesnického typu s dlouhodobě stagnující populací. K 31. prosinci 2014 zde žilo 171 lidí. Během roku 2014 registrovaná populace klesla o 0,6 %.
| Rok            | 1983 | 1993 | 1994 | 1995 | 1996 | 1997 | 1998 | 1999 | 2000 |
| -------------- | ---- | ---- | ---- | ---- | ---- | ---- | ---- | ---- | ---- |
| Počet obyvatel | 150  | 173  | 180  | 174  | 142  | 144  | 146  | 144  | 144  |

| Rok            | 2001 | 2002 | 2003 | 2004 | 2005 | 2006 | 2007 | 2008 | 2009 | 2010 | 2011 | 2012 | 2013 | 2014 |
| -------------- | ---- | ---- | ---- | ---- | ---- | ---- | ---- | ---- | ---- | ---- | ---- | ---- | ---- | ---- |
| Počet obyvatel | 153  | 147  | 145  | 152  | 156  | 171  | 175  | 173  | 160  | 162  | 165  | 175  | 172  | 171  |